# Michael Geffert
 Michael Geffert, né le 5 juin 1953 à Bonn, est un astronome allemand.

## Biographie
Il a passé un doctorat à l'Université de Bonn.
Le Centre des planètes mineures le crédite de la découverte de cinq astéroïdes, effectuée en 1989.
L'astéroïde (12747) Michageffert lui a été dédié.
Il ne doit pas être confondu avec l'astronome amateur allemand Martin Geffert.
| (4611) Vulkaneifel   | 5 avril 1989 |
| (6553) Seehaus       | 5 avril 1989 |
| (13028) Klaustschira | 5 avril 1989 |
| (23457) Beiderbecke  | 5 avril 1989 |
| (118172) Vorgebirge  | 5 avril 1989 |